# Pierre-Jean Rochette
Pierre-Jean Rochette, né le 1er février 1982, est un homme politique français et entrepreneur dans le domaine des transports et de l'hébergement.
Il est sénateur de la Loire depuis 2023.
À la suite d'un excès de vitesse entre 40 et 50 km/h en mars 2023, il est condamné à une contravention de 4e classe, avec une amende et une suspension du permis de conduire.